# ペルーサ
ペルーサ（欧字名:Pelusa、2007年3月20日 - ）は、日本の競走馬、種牡馬。主な勝ち鞍に2010年の青葉賞。
JRA史上最長勝利間隔記録を保持していた馬でもある。
馬名の由来はアルゼンチンの元サッカー選手ディエゴ・マラドーナの愛称からとった。

## デビューまで
2004年のJRA賞年度代表馬ゼンノロブロイの初年度産駒である。2007年のセレクトセール当歳にて1億円（税抜）で落札された。この価格は当日上場していたゼンノロブロイ産駒の中で最高価格であり、当日のセクション全体でも9番目に高額となる価格であった。藤沢和雄も、この日上場されたゼンノロブロイ産駒のうち、この幼駒を最も高く評価していた。なお、最初はダート向きの馬と思われていた。

## 戦績

### 2009年
11月29日、東京競馬場の新馬戦芝2000mで、父ゼンノロブロイにも騎乗経験のある横山典弘を鞍上にデビュー。1番人気に応えてデビュー戦を勝利で飾った。

### 2010年
2戦目は2月13日、新馬戦と同じ東京芝2000mの500万下条件戦で、ここでも1番人気に応えて中団から抜け出し、2勝目をあげた。3戦目は阪神の若葉ステークスに出走。このレースではデビューからの2戦で騎乗した横山典弘が同日のフラワーカップでサンテミリオンに騎乗するため、安藤勝己が騎乗した。2番人気だったが、後に皐月賞2着となった1番人気のヒルノダムールとの競り合いを制して3勝目をあげ、皐月賞の優先出走権を獲得。しかし主戦の横山が「中山は直線が短いので不向き」と進言したことと、道中の走りにモタモタするところがあることから皐月賞を回避し、日本ダービートライアルの青葉賞に出走した。ここでも1番人気に支持され、2着のトゥザグローリーに4馬身差の圧勝で重賞初制覇、4戦全勝で日本ダービーへ向かうことになった。前日発売では1番人気、当日は最終的に2番人気で迎えたダービーはスタートで出遅れ、後方から追走。3コーナーでまくり気味に進出し、中団まで取り付いたが流れが向かなかったこともあってか直線で伸びきれず、6着に敗れた。レース後は放牧に出され、1次登録をしていた凱旋門賞への出走は断念した。
秋は菊花賞ではなく天皇賞（秋）を目標に毎日王冠からの始動、それまで主戦を務めていた横山典弘が落馬負傷したため、若葉ステークス以来となる安藤勝己に乗り代ってのレースとなったが、スタートでの出遅れが響いて5着に終わった。日本ダービー以降、約半年の間出遅れ癖に悩まされることとなったが、その克服のためにウォータートレッドミルなどを活用して調教を行ったが、レース当日は安藤曰く、「以前乗った時よりテンションが高かった」。天皇賞でも横山典弘のケガの回復が遅れたため引き続き安藤勝己が騎乗することが決まった。2戦続けてのゲートで遅れに、陣営は「中2週で何とかする」と、騎乗予定の安藤を呼び寄せ異例のゲート練習を徹底。安藤自身も「付き合い方を変えるよ。厳しく怒った方がいい」と厳しく調教し、藤沢も「馬の方はベテランジョッキーに“見抜かれたな”と思っているんじゃないか」と満足したものの、天皇賞でもスタートでもたつき後方から追う展開となり、最後の直線で残り200mあたりから鋭い追い込み脚を見せたがブエナビスタに2馬身届かず2着。上がり3ハロンは、全体で2番目の上がりを記録したブエナビスタをさらに0.5秒上回る33.6秒を記録しており、改めてその末脚の威力を示す結果となったものの、3戦連続の出遅れに陣営は気落ちした。
なおこのレースでワールド・サラブレッド・ランキングにおいて120ポンドのレーティングを与えられ、陣営は次にジャパンカップへ安藤勝己騎乗での出走を決めた。ここでも安藤が駆け付け中間はスタートがよくない対策としてゲート練習を重ねたり、鹿戸雄一調教師考案の馬具で矯正したりしてきた。練習では問題なくクリアしていたのだが、レースになるとゲート入りを嫌い鞍上の安藤に怒鳴られたあげくに尻尾を掴まれて無理やりゲート入りさせられるなど落ち着きのなさを露呈。あげくにまたもスタートでもたつき後方の競馬を余儀なくされ、メンバー中1位の上がりを記録するも5着に終わった。陣営は次に、「ゲートが心もとない。良くなる兆しがなければ使わないかも」という藤沢の条件付きで有馬記念出走を決定。この時には主戦の横山典弘はケガから復帰しており、ペルーサの騎乗に意欲を示していたが、陣営は引き続き安藤勝己に騎乗を委ねる。ここでも安藤が駆け付け更なるスタート練習の成果と偶数枠に入ったこともあって、好スタートを決めると序盤から先行集団に取り付いていく積極的なレースを展開。後半伸び切れずにレースは4着に終わったものの、課題のスタートの克服に成果が見られたことで今後に向けての大きな手ごたえを得た。

### 2011年
横山典弘が主戦に復帰。明け4歳の緒戦は4月2日、3月11日の東日本大震災の影響で阪神で代替開催された日経賞。中団を追走し直線で外から猛追したがトゥザグローリーの2着。天皇賞（春）は当初出否が流動的だったものの最終的に出走、好位追走も直線で伸びきれず8着に敗れた。宝塚記念を回避ののち、秋は天皇賞（春）での疲れが抜けきってなかったことと有馬記念までの連戦を想定して、ステップレースとして予定していた毎日王冠を使わず天皇賞（秋）に出走。藤沢和雄は、開催日の10月30日が馬名由来元のマラドーナの誕生日ということもあってマスコミに逆質問するほど追い切りに満足していたが、当日は後方を追走し直線で大外から追い込んだものの、トーセンジョーダンの3着。続くジャパンカップでは中団追走も直線で伸びず最下位16着に敗れた。第56回有馬記念では横山典弘が騎乗停止のため1年ぶりに安藤勝己が騎乗する予定だったが、12月22日の追い切りを済ませた翌日の23日夕方、歩様に異常が見られ検査の結果、左前挫跖のため出走取消となった。なお、故障したのは左前脚だが、右前脚球節の故障と報じるメディアもあった。

### 2012年 - 2013年
明け5歳の緒戦は1月28日の白富士ステークス。最後方からレースを進め、直線で馬場の真ん中を通って追い込むも届かず2着となった。その後、短期免許で来日するケント・デザーモを鞍上に迎えて4月1日の大阪杯に出走するプランが立てられたが、体調が整わず回避。間を置いて6月3日の安田記念に出走、中団に位置するも直線ではまったく伸びず18着としんがり負けした。休養ののち、2013年も白富士ステークスからの始動を予定していたが、美浦に帰厩後に喘鳴症を患っていることが判明して手術を行った。術後は、2か月程度の休養でレースに復帰できるとみられていたが、2013年中にもう一度手術行われている。藤沢和雄は、安田記念の大敗の原因を喘鳴症に求めている。

### 2014年 - 2016年
二度にわたる喘鳴症手術ののち、2014年は2月1日の白富士ステークスで戦列復帰するもエアソミュールの12着に終わり、以降も着順掲示板に載らない敗戦が続いた。2015年の初戦は、調教に乗ったグレゴリー・ブノワの進言で1月4日の中山金杯から始動。その後、僚馬のルルーシュおよびスーパームーンとともに、ロイヤルアスコット開催に遠征する予定の天皇賞・秋優勝馬スピルバーグの帯同馬として渡英が計画され、開催最終日6月20日のハードウィックステークスに登録されたが、出国直前で渡英は取りやめとなった（スピルバーグ、ルルーシュ、スーパームーンは予定通り渡英）。2年連続参戦となったエプソムカップを使ったのち、夏は北海道シリーズを転戦。7月5日函館競馬場の巴賞を経て、鞍上にクリストフ・ルメールを迎えて8月8日の札幌競馬場の札幌日経オープンに出走。道中、一周目は逃げたタマモベストプレイをマークする形で進み、2周目半ばから先頭を奪うとそのまま押し切り、タマモベストプレイなどの追撃を振り切って2分38秒7のレコードタイムで青葉賞以来の勝利を果たした。5年3か月8日ぶりの勝利は、アドマイヤセナの5年2か月16日の記録を約1か月更新する、JRA史上最長勝利間隔の新記録となった（2021年7月にブルーガーディアンが更新）。しかし、その後は惨敗が続き2016年7月1日付けで競走馬登録を抹消された。引退後はアロースタッドで種牡馬となる。

## 種牡馬入り後
2017年よりアロースタッドにて種牡馬生活を開始する。
2018年に初年度産駒が誕生、2020年に産駒がデビュー。2020年9月17日の門別競馬場2歳未勝利戦でラペルーズが勝利し、産駒の初勝利を挙げた。
2020年の種付けシーズン終了後に種牡馬を引退。同年10月29日に北海道札幌市のモモセライディングファームへ移動した。

## 競走成績
以下の内容は、netkeiba.comおよびJBISサーチの情報に基づく。
| 競走日     | 競馬場 | 競走名        | 格   | 距離（馬場）  | 頭 数 | 枠 番 | 馬 番 | オッズ （人気） | 着順 | タイム （上り3F） | 着差 | 騎手        | 斤量 [kg] | 1着馬（2着馬）         | 馬体重 [kg] |
| ---------- | ------ | ------------- | ---- | ------------- | ----- | ----- | ----- | --------------- | ---- | ----------------- | ---- | ----------- | --------- | ---------------------- | ----------- |
| 2009.11.29 | 東京   | 2歳新馬       |      | 芝2000m（良） | 12    | 3     | 3     | 002.50（1人）   | 01着 | R2:05.5（33.5）   | -0.3 | 0横山典弘   | 55        | （インディアナポリス） | 500         |
| 2010.02.13 | 東京   | 3歳500万下    |      | 芝2000m（稍） | 13    | 3     | 3     | 001.60（1人）   | 01着 | R2:03.4（34.2）   | -0.1 | 0横山典弘   | 56        | （ブルーグラス）       | 510         |
| 0000.03.20 | 阪神   | 若葉S         | OP   | 芝2000m（良） | 10    | 4     | 4     | 004.00（2人）   | 01着 | R1:59.9（35.7）   | -0.1 | 0安藤勝己   | 56        | （ヒルノダムール）     | 496         |
| 0000.05.01 | 東京   | 青葉賞        | GII  | 芝2400m（良） | 18    | 1     | 2     | 001.40（1人）   | 01着 | R2:24.3（33.8）   | -0.7 | 0横山典弘   | 56        | （トゥザグローリー）   | 498         |
| 0000.05.30 | 東京   | 東京優駿      | GI   | 芝2400m（良） | 17    | 5     | 9     | 002.60（2人）   | 06着 | R2:27.4（33.3）   | -0.5 | 0横山典弘   | 57        | エイシンフラッシュ     | 500         |
| 0000.10.10 | 東京   | 毎日王冠      | GII  | 芝1800m（稍） | 10    | 2     | 2     | 002.40（1人）   | 05着 | R1:46.9（34.3）   | -0.5 | 0安藤勝己   | 56        | アリゼオ               | 506         |
| 0000.10.31 | 東京   | 天皇賞（秋）  | GI   | 芝2000m（稍） | 18    | 4     | 7     | 008.90（4人）   | 02着 | R1:58.5（33.6）   | -0.3 | 0安藤勝己   | 56        | ブエナビスタ           | 502         |
| 0000.11.28 | 東京   | ジャパンC     | GI   | 芝2400m（良） | 18    | 4     | 7     | 008.40（3人）   | 05着 | R2:25.3（33.5）   | -0.1 | 0安藤勝己   | 55        | ローズキングダム       | 510         |
| 0000.12.26 | 中山   | 有馬記念      | GI   | 芝2500m（良） | 15    | 7     | 14    | 008.90（3人）   | 04着 | 02:32.7（34.4）   | -0.1 | 0安藤勝己   | 55        | ヴィクトワールピサ     | 510         |
| 2011.04.02 | 阪神   | 日経賞        | GII  | 芝2400m（良） | 10    | 5     | 5     | 003.20（2人）   | 02着 | 02:25.8（34.3）   | -0.4 | 0横山典弘   | 58        | トゥザグローリー       | 502         |
| 0000.05.01 | 京都   | 天皇賞（春）  | GI   | 芝3200m（稍） | 18    | 3     | 6     | 008.00（4人）   | 08着 | R3:21.5（36.1）   | -0.9 | 0横山典弘   | 58        | ヒルノダムール         | 506         |
| 0000.10.30 | 東京   | 天皇賞（秋）  | GI   | 芝2000m（良） | 18    | 4     | 8     | 008.20（6人）   | 03着 | R1:56.3（33.9）   | -0.2 | 0横山典弘   | 58        | トーセンジョーダン     | 520         |
| 0000.11.27 | 東京   | ジャパンC     | GI   | 芝2400m（良） | 16    | 4     | 7     | 007.50（3人）   | 16着 | R2:26.7（36.2）   | -2.5 | 0横山典弘   | 57        | ブエナビスタ           | 524         |
| 0000.12.25 | 中山   | 有馬記念      | GI   | 芝2500m（良） | 13    | 3     | 4     |                 |      | 出走取消          |      | 0安藤勝己   | 57        | オルフェーヴル         | 計不        |
| 2012.01.28 | 東京   | 白富士S       | OP   | 芝2000m（良） | 14    | 6     | 10    | 001.40（1人）   | 02着 | R1:59.7（33.7）   | -0.1 | 0安藤勝己   | 57        | ヤングアットハート     | 532         |
| 0000.06.03 | 東京   | 安田記念      | GI   | 芝1600m（良） | 18    | 8     | 18    | 012.90（8人）   | 18着 | R1:33.3（36.2）   | -2.0 | 0安藤勝己   | 58        | ストロングリターン     | 518         |
| 2014.02.01 | 東京   | 白富士S       | OP   | 芝2000m（良） | 14    | 8     | 13    | 009.30（5人）   | 12着 | R2:00.8（33.5）   | -1.0 | 0北村宏司   | 57        | エアソミュール         | 518         |
| 0000.06.15 | 東京   | エプソムC     | GIII | 芝1800m（良） | 17    | 6     | 11    | 011.20（5人）   | 15着 | R1:47.3（34.4）   | -1.1 | 0北村宏司   | 56        | ディサイファ           | 528         |
| 0000.10.12 | 東京   | 毎日王冠      | GII  | 芝1800m（良） | 15    | 4     | 7     | 047.3（12人）   | 09着 | R1:45.7（33.5）   | -0.5 | 0戸崎圭太   | 56        | エアソミュール         | 518         |
| 0000.11.02 | 東京   | 天皇賞（秋）  | GI   | 芝2000m（良） | 18    | 5     | 10    | 117.7（15人）   | 16着 | R2:00.5（34.0）   | -0.8 | 0柴田善臣   | 58        | スピルバーグ           | 516         |
| 0000.12.06 | 中京   | 金鯱賞        | GII  | 芝2000m（良） | 17    | 7     | 14    | 035.80（9人）   | 10着 | R1:59.9（35.3）   | -1.1 | 0K.デザーモ | 56        | ラストインパクト       | 516         |
| 2015.01.04 | 中山   | 中山金杯      | GIII | 芝2000m（良） | 17    | 6     | 11    | 062.8（13人）   | 10着 | R1:59.0（34.0）   | -1.2 | 0G.ブノワ   | 56        | ラブリーデイ           | 530         |
| 0000.01.31 | 東京   | 白富士S       | OP   | 芝2000m（稍） | 14    | 8     | 14    | 019.40（7人）   | 06着 | R2:01.5（34.9）   | -0.7 | 0柴山雄一   | 58        | アズマシャトル         | 522         |
| 0000.06.14 | 東京   | エプソムC     | GIII | 芝1800m（良） | 13    | 5     | 7     | 052.50（7人）   | 06着 | R1:46.0（34.5）   | -0.6 | 0内田博幸   | 56        | エイシンヒカリ         | 522         |
| 0000.07.05 | 函館   | 巴賞          | OP   | 芝1800m（良） | 8     | 7     | 7     | 011.00（5人）   | 06着 | R1:47.5（34.9）   | -1.0 | 0四位洋文   | 58        | マイネルミラノ         | 524         |
| 0000.08.08 | 札幌   | 札幌日経OP    |      | 芝2600m（良） | 11    | 4     | 4     | 008.00（5人）   | 01着 | R2:38.7（35.0）   | -0.1 | 0C.ルメール | 58        | （タマモベストプレイ） | 518         |
| 0000.11.01 | 東京   | 天皇賞（秋）  | GI   | 芝2000m（良） | 18    | 5     | 10    | 096.5（15人）   | 07着 | R1:58.9（33.6）   | -0.5 | 0柴山雄一   | 58        | ラブリーデイ           | 512         |
| 0000.11.29 | 東京   | ジャパンC     | GI   | 芝2400m（良） | 18    | 3     | 5     | 0066.3（12人）  | 17着 | R2:26.1（35.5）   | -1.4 | 0C.ルメール | 57        | ショウナンパンドラ     | 516         |
| 2016.02.20 | 東京   | ダイヤモンドS | GIII | 芝3400m（稍） | 16    | 7     | 14    | 0026.1（10人）  | 16着 | R3:46.6（44.4）   | -8.8 | 0F.ヴェロン | 56        | トゥインクル           | 522         |

## 血統表
| ペルーサの血統                   | ペルーサの血統                                       | ペルーサの血統                     | （血統表の出典）                   | （血統表の出典） |
| 父系                             | サンデーサイレンス系（ヘイロー系）                   | サンデーサイレンス系（ヘイロー系） | サンデーサイレンス系（ヘイロー系） | [ § 2 ]          |
| 父 ゼンノロブロイ 2000 黒鹿毛    | 父の父*サンデーサイレンス Sunday Silence 1986 青鹿毛 | Halo                               | Hail to Reason                     | Hail to Reason   |
| 父 ゼンノロブロイ 2000 黒鹿毛    | 父の父*サンデーサイレンス Sunday Silence 1986 青鹿毛 | Halo                               | Cosmah                             |                  |
| 父 ゼンノロブロイ 2000 黒鹿毛    | 父の父*サンデーサイレンス Sunday Silence 1986 青鹿毛 | Wishing Well                       | Understanding                      | Understanding    |
| 父 ゼンノロブロイ 2000 黒鹿毛    | 父の父*サンデーサイレンス Sunday Silence 1986 青鹿毛 | Wishing Well                       | Mountain Flower                    |                  |
| 父 ゼンノロブロイ 2000 黒鹿毛    | 父の母*ローミンレイチェル Roamin Rachel 1990 鹿毛    | *マイニング                        | Mr. Prospector                     | Mr. Prospector   |
| 父 ゼンノロブロイ 2000 黒鹿毛    | 父の母*ローミンレイチェル Roamin Rachel 1990 鹿毛    | *マイニング                        | I Pass                             |                  |
| 父 ゼンノロブロイ 2000 黒鹿毛    | 父の母*ローミンレイチェル Roamin Rachel 1990 鹿毛    | One Smart Lady                     | Clever Trick                       | Clever Trick     |
| 父 ゼンノロブロイ 2000 黒鹿毛    | 父の母*ローミンレイチェル Roamin Rachel 1990 鹿毛    | One Smart Lady                     | Pia's Lady                         |                  |
| 母 *アルゼンチンスター 1996 栗毛 | 母の父Candy Stripes 1982 栗毛                        | Blushing Groom                     | Red God                            | Red God          |
| 母 *アルゼンチンスター 1996 栗毛 | 母の父Candy Stripes 1982 栗毛                        | Blushing Groom                     | Runaway Bride                      |                  |
| 母 *アルゼンチンスター 1996 栗毛 | 母の父Candy Stripes 1982 栗毛                        | *バブルカンパニー                  | Lyphard                            | Lyphard          |
| 母 *アルゼンチンスター 1996 栗毛 | 母の父Candy Stripes 1982 栗毛                        | *バブルカンパニー                  | Prodice                            |                  |
| 母 *アルゼンチンスター 1996 栗毛 | 母の母*ディフェレンテ Diferente 1984 栗毛            | Propicio                           | Dorileo                            | Dorileo          |
| 母 *アルゼンチンスター 1996 栗毛 | 母の母*ディフェレンテ Diferente 1984 栗毛            | Propicio                           | Prontisima                         |                  |
| 母 *アルゼンチンスター 1996 栗毛 | 母の母*ディフェレンテ Diferente 1984 栗毛            | Derepente                          | Samos                              | Samos            |
| 母 *アルゼンチンスター 1996 栗毛 | 母の母*ディフェレンテ Diferente 1984 栗毛            | Derepente                          | Desalmada                          |                  |
| 母系(F-No.)                      | (FN:6-a)                                             | (FN:6-a)                           | (FN:6-a)                           | [ § 3 ]          |
| 5代内の近親交配                  | アウトブリード                                       | アウトブリード                     | アウトブリード                     | [ § 4 ]          |
| 出典                             | 1. 2. 3. 4.                                          | 1. 2. 3. 4.                        | 1. 2. 3. 4.                        | 1. 2. 3. 4.      |

- 母の姉のディファレントはアルゼンチンの牝馬チャンピオン。母の弟に東海ステークス3着に入ったアルファフォーレスがいる。
- 近親に中山牝馬ステークス2着馬のシャンソニエールがいる。
- 母の父のCandy Stripesは1996年天皇賞・秋優勝馬バブルガムフェロー、2003年の菊花賞馬ザッツザプレンティの母であるバブルプロスペクターの半兄である。